# Zbelítov
Zbelítov település Csehországban, Píseki járásban. Zbelítov Hrejkovice, Milevsko és Osek településekkel határos. Lakosainak száma 326 fő (2024. január 1.).

## Népesség
A település lakosságának változását az alábbi diagram mutatja:
| Lakosok száma | 275  | 227  | 228  | 224  | 343  | 346  | 339  | 346  | 332  | 326  |
|               | 1869 | 1890 | 1921 | 1950 | 1980 | 2001 | 2017 | 2019 | 2022 | 2024 |